# Валерій Яніогло
Валерій Яніогло (гаг. Valeri Yanioglo; *12 червня 1957 село Карабетовка) — гагаузький політики у Республіці Молдова, Башкан Гагаузії.

## Біографія
У 1974, закінчивши Чок-Майданську середню школу, вступив до Кишинівського політехнічного інституту. Після закінчення інституту в 1979 отримав спеціальність інженер-будівельник, потім працював майстром, виконробом, головним інженером пересувної механізованої колони в Молдові.
У 1985—1998 служив в органах КДБ Молдавської ССР, Республіки Молдова.
У 1998-1999 і 2003-2006 — Начальник управління безпеки в різних банках Республіки Молдова.
У 1999-2003 і з 2007 по теперішній час — Перший заступник Голови Виконавчого Комітету Гагаузії. У червні-липні 2002 року виконував обов'язки Башкана Гагаузії.
Закінчив також спецшколу КДБ СРСР в Мінську і Міжнародний університет Великої Британії.

## Сім'я
Одружений, виховує двох синів.

## Нагороди
Почесний громадянин Гагаузії.